# The Guitar Man
„The Guitar Man“ je druhá skladba z pátého a zároveň předposledního studiového alba americké soft rockové skupiny Bread Guitar Man, vydaného v roce 1972. Skladba vyšla i jako singl a napsal ji frontman skupiny David Gates, který ji vydal i na některých ze svých pozdějších sólových kompilačních alb.

## Sestava (verze skupiny Bread)
- David Gates – zpěv, baskytara
- James Griffin – rytmická kytara, klávesy
- Larry Knechtel – klávesy, sólová kytara
- Mike Botts – bicí